# Bộ đội Bình Xuyên
Bộ đội Bình Xuyên (tiếng Trung: 平川部隊) là một tổ chức chính trị - quân sự tồn tại ở khu vực Nam Bộ trong khoảng 1945 đến 1960.

## Lịch sử
Bình Xuyên vốn là tên một ấp thuộc làng Chánh Hưng, Sài Gòn (nay tương ứng với khu vực Rạch Ông, Quận 8, Thành phố Hồ Chí Minh). Kể từ năm 1945, danh xưng "Bình Xuyên" được dùng để mô tả Bộ đội Bình Xuyên với nòng cốt là giới du đãng ven Sài Gòn, hoạt động trong 10 năm (1945 - 1955).

### Chiến tranh Đông Dương
Sau khi quân Anh-Pháp gây hấn ở Sài Gòn (23 tháng 9 năm 1945), nhiều lực lượng quân sự chống Pháp tự phát được thành lập. Người lập bộ đội thường lấy tên của mình đặt cho lực lượng trong vùng, như bộ đội Tân Quy cũng được gọi là bộ đội Dương Văn Dương, hay gọn hơn là bộ đội Ba Dương. Bộ đội Nhà Bè mang tên bộ đội Hai Nhị, Hai Soái... Khi Dương Văn Dương, thủ lĩnh các nhóm giang hồ Nam Bộ, thống nhất các lực lượng quân sự chống Pháp ở Tân Quy, Tân Thuận, Nhà Bè, Thủ Thiêm, ông đã chọn cái tên "Bình Xuyên" để đặt cho lực lượng thống nhất này. Đây là tên chữ trên bản đồ Sài Gòn - Chợ Lớn để chỉ vùng Hố Bần, còn gọi là Xóm Cỏ, địa bàn hoạt động của lực lượng này. Cái tên "Bình Xuyên" còn hàm chỉ: "Bình" gợi chiến công đánh chiếm và bình định, còn chữ "Xuyên" để chỉ vùng chi chít sông rạch.
Bộ đội Bình Xuyên là lực lượng quân sự mạnh nhất ở vùng Đông Nam Bộ thời bấy giờ. Địa bàn hoạt động được tổ chức thành Liên khu Bình Xuyên (gồm các chi đội số 2, 3, 4, 7, 9, 21, 25), đảm trách nhiệm vụ bao vây quân Anh-Pháp ở mạn Nam Sài Gòn. Sau khi đặc phái viên trung ương Nguyễn Bình vào tổ chức quân đội, Dương Văn Dương được chỉ định làm Khu bộ phó Khu 7. Sau khi Dương Văn Dương tử trận vào năm 1946, lực lượng Bình Xuyên bị phân hóa. Một bộ phận chống Pháp do Dương Văn Hà (tức Năm Hà, em cùng cha khác mẹ của Dương Văn Dương) chỉ huy, được tổ chức lại và phiên chế chính quy thành Vệ quốc đoàn. Một bộ phận khác do Lê Văn Viễn chỉ huy, li khai năm 1948 và tham gia thành lập chính quyền Quốc gia Việt Nam. Thành phần này là lực lượng Bình Xuyên được biết đến nhiều nhất vào thập niên 1950 với tên gọi là Quân lực Quốc gia Bình Xuyên.
Từ năm 1948, nhóm Bình Xuyên li khai là một lực lượng quân sự bổ sung nằm trong khối Liên hiệp Pháp dưới danh xưng Công an Xung phong, địa bàn hoạt động ở xung quanh Sài Gòn. Dưới sự đồng thuận của Pháp, Bình Xuyên kiểm soát nhiều sòng bài, nhà thổ, cùng những thương cuộc lớn nhỏ khắp vùng Sài Gòn - Chợ Lớn trong đó phải kể Casino Grande Monde (Đại Thế giới), Casino Cloche d'Or (Kim Chung), Bách hóa Noveautes Catinat. Sau Hiệp định Genève, Bình Xuyên phải sáp nhập vào Quân đội Quốc gia Việt Nam nhưng ngầm không phục tùng.

### Đệ nhất Cộng hòa
Tháng 7 năm 1954, Thủ tướng Ngô Đình Diệm chấp chính thành lập chính phủ trung ương và nộp danh sách nội các. Lê Văn Viễn, vị chỉ huy Bình Xuyên đòi được tham chính và đưa ra yêu sách lập chính phủ mới. Lực lượng Bình Xuyên cùng với quân đội Cao Đài và Hòa Hảo còn lập Mặt trận Thống nhất Toàn lực Quốc gia và gửi tối hậu thư buộc chính phủ phải có danh sách mới trước ngày 26 tháng 3 năm 1955. Nội các Ngô Đình Diệm không chịu nhượng bộ nên Bình Xuyên mở cuộc tấn công Bộ Tổng tham mưu rồi pháo kích vào Dinh Độc Lập. Sang tháng 4 năm 1955 thì quân Bình Xuyên tấn công thành Cộng Hòa. Quân đội Quốc gia phản công, phá được căn cứ chính của Bình Xuyên ở khu vực cầu Chữ Y khiến lực lượng Bình Xuyên phải triệt thoái khỏi Sài Gòn - Chợ Lớn và rút về Rừng Sác.
Tháng 9 năm 1955, Tổng thống Ngô Đình Diệm phái Đại tá Dương Văn Minh mở Chiến dịch Hoàng Diệu để truy nã Bình Xuyên tại khu vực Rừng Sác. Quân Bình Xuyên bị hoàn toàn tiêu diệt. Chiến dịch tảo thanh Bình Xuyên kết thúc vào ngày 24 tháng 10 năm 1955. Lê Văn Viễn đào tẩu sang Campuchia rồi lưu vong sang Pháp, chấm dứt thực lực của Bình Xuyên. Một lực lượng Bình Xuyên ly khai khác do Võ Văn Môn (tức Bảy Môn) chỉ huy đào thoát về miền Đông Nam Bộ, lập căn cứ tồn tại độc lập mãi đến năm 1960 thì tham gia vào Mặt trận Dân tộc Giải phóng.

### Đệ nhị Cộng hòa
Kể từ ngày 15 tháng 4 năm năm 1966 cho tới khi Việt Nam hoàn toàn thống nhất, nhóm cựu Bình Xuyên quân trong Mặt trận Giải phóng được gọi là Đặc công Rừng Sác hay Đoàn 10 Đặc công Rừng Sác do đã thông thạo địa hình rừng Sác và đa số sinh ra ở miền sông nước nên có khả năng bơi lặn nhiều giờ đồng hồ, tuy nhiên phía Mặt Trận vẫn phải cử cán bộ từ miền Bắc vào huấn luyện thêm. Khu cứ địa Nhà Bè, Nhơn Trạch, Cần Giờ được gọi chung là Đặc khu Quân sự Rừng Sác. Đương thời Vũng Rô và Rừng Sác là hai điểm đón tàu không số trọng yếu nhất của Hải quân Nhân dân Việt Nam (mệnh danh tử huyệt hay tọa độ chết), nên cũng là hai vùng biển có nhiều thuyền bị đắm nhất (do bị phục kích hoặc tự hủy vì lí do an ninh). Ngoài ra, nơi đây cũng thường đón các đợt tù nhân chính trị ở Phú Quốc và Côn Đảo vượt ngục hoặc phóng thích trở về, cho nên hình thành lực lượng được coi là chiến đấu hữu hiệu nhất trong quân giải phóng miền Nam.
Từ năm 1966 đến 30-4-1975, đặc công Rừng Sác đã đánh gần 400 trận lớn nhỏ, loại khỏi vòng chiến đấu hơn 6.000 lính Mỹ và chư hầu; đánh chìm và cháy 356 tàu, thuyền chiến đấu, đánh đắm 13 tàu vận tải, bắn cháy 145 giang thuyền; bắn rơi 29 máy bay trực thăng. Trong tổng số hơn 1.000 chiến sĩ thì có đến 860 đã hy sinh (trong đó 767 người hy sinh từ năm 1966 tới 1975), trong đó có 542 chiến sĩ đến nay vẫn chưa tìm thi hài. Ngày 23/9/1973, Đoàn 10 - Trung đoàn 10 đặc công Rừng Sác được phong tặng danh hiệu Anh hùng Lực lượng vũ trang nhân dân
Cũng cần lưu ý là Đặc công Rừng Sác không chỉ có cựu binh Bình Xuyên mà gồm nhiều chiến sĩ và chỉ huy thuộc nhiều thành phần khác nhau gia nhập.

### Thống nhất
Về sau (không rõ năm) Đoàn 10 được nâng lên bộ đội chính quy với danh xưng Trung đoàn 10, Bộ Tư lệnh TPHCM. Vì vấn đề bảo mật quân sự, nên mãi tới đầu thập niên 1980, toàn bộ lịch sử Trung đoàn 10 với tư cách cựu Bộ đội Bình Xuyên mới được tiết lộ qua một số báo chí. Ngày nay, chiến khu rừng Sác được coi là di tích lịch sử cấp quốc gia.

## Nghệ thuật
Lực lượng Bình Xuyên là một phần chủ đề của tiểu thuyết Người Bình Xuyên của tác giả Nguyên Hùng ; sau đó được dựng thành phim Dưới cờ đại nghĩa bởi hãng phim TFS và được trình chiếu vào năm 2006.
Năm 1995, còn có phim Bông hoa rừng Sác do NSND Trần Phương và NSND Hoàng Tích Chỉ đạo diễn, kể về cuộc sống nổi trôi của bộ đội ở chiến khu rừng Sác. Phim làm nên tên tuổi của Yến Vy và Thanh Tâm. Ngoài ra, hình tượng Bảy Viễn trùm du đãng Bình Xuyên cũng xuất hiện trong các phim Ván bài lật ngửa, Ông cố vấn, Ngọn nến Hoàng cung, Vị tướng tình báo và hai bà vợ, Độc nhãn tướng quân Nguyễn Bình và Con đường sáng.

## Chỉ huy nổi tiếng

### Ủng hộ Việt Minh và Việt Nam Dân chủ Cộng hòa
Các thủ lĩnh ủng hộ Việt Minh và kháng chiến gồm có:
- Dương Văn Dương: thủ lĩnh Bình Xuyên, được truy phong Thiếu tướng sau khi hy sinh
- Dương Văn Hà: em trai của Dương Văn Dương, ủng hộ kháng chiến và sáp nhập đơn vị Bình Xuyên dưới quyền vào Vệ quốc đoàn
- Huỳnh Văn Trí: sáp nhập đơn vị dưới quyền vào Vệ Quốc Đoàn, sau là chính khách của Mặt trận Dân tộc Giải phóng Miền Nam
- Võ Văn Môn: sau khi bị chính quyền Việt Nam Cộng hòa truy đuổi thì chuyển sang gia nhập Mặt trận Dân tộc Giải phóng Miền Nam[8][17]
- Mai Văn Vĩnh

### Ủng hộ Pháp và Quốc gia Việt Nam
Một bộ phận Bình Xuyên tách ra đầu hàng Pháp, thủ lĩnh là:
- Lê Văn Viễn: thủ lĩnh nhóm Bình Xuyên quy phục Pháp, được phong Thiếu tướng, về sau trở thành trùm băng đảng ở Sài Gòn
- Lê Paul: con trai Lê Văn Viễn
- Thái Hoàng Minh: tham mưu trưởng Bình Xuyên[18]
- Nguyễn Văn Hiểu: chỉ huy Bình Xuyên tại Rừng Sác[18]
- Lai Văn Sang: từng giữ chức Tổng giám đốc Tổng nha Cảnh sát Quốc gia Việt Nam[8]

## Liên kết

### Tư liệu
- Indochina: Saigon after the combats (rushes) French news archives, ORTF, 10 tháng 5 năm 1955
- Origins of the Insurgency in South Vietnam, 1954-1960 Lưu trữ ngày 20 tháng 8 năm 2009 tại Wayback Machine The Pentagon Papers, Gravel Edition, Boston: Beacon Press, 1971
- Bến Tre Province website: Biography of General Dương Văn Dương
- Sects, Drugs and Warrior Monks: Auxiliary Forces of the French in Vietnam: 1945-1954
- Bộ Đội Bình Xuyên - a brief history of Bình Xuyên
- The Bình Xuyên: Order and Opium in Saigon